# 50 Ways to Leave Your Lover
50 Ways to Leave Your Lover è un singolo del cantautore statunitense Paul Simon, pubblicato nel 1975 ed estratto dal suo quarto album in studio Still Crazy After All These Years.
Il brano fu poi eseguito in coppia con Art Garfunkel nel celebre Concert in Central Park (19 settembre 1981) ed inserito nel live album pubblicato il 16 febbraio 1982.
Il brano contiene uno dei più celebrati grooves di batteria della storia del pop, ad opera di Steve Gadd.

## Tracce
- 7"

1. 50 Ways to Leave Your Lover
2. Some Folks' Lives Roll Easy

## Formazione
- Paul Simon – voce, chitarra
- John Tropea – chitarra
- Patti Austin – cori
- Phoebe Snow – cori
- Ralph MacDonald – percussioni
- Steve Gadd – batteria
- Tony Levin – basso
- Valerie Simpson – cori
- Kenny Ascher – organo

## Classifiche
| Classifica (1976) | Posizione massima |
| ----------------- | ----------------- |
| Stati Uniti       | 1                 |